# Ralf Edelmann
Ralf Edelmann (* 15. Februar 1968 in Aschaffenburg) ist ein deutscher Maler, Bildhauer und Kunstpädagoge.

## Leben
Edelmann studierte zunächst Malerei und Bildhauerei an der Hochschule für Bildende Künste in Braunschweig. Als Stipendiat kam er 1992 nach San Antonio/Texas, wo er am Art Institute of San Antonio bei Bill FitzGibbons studierte und von dort zahlreiche Reisen unternahm. Ab 1993 studierte er bei Georg Herold an der Städelschule Frankfurt. Nach einem weiteren Auslandsaufenthalt in Finnland 1995, ging er wiederum nach Braunschweig zurück, wo er 1996 diplomierte.
Seit 2005 lebt Ralf Edelmann in Wien. 2011 begann er an der Universität für Angewandte Kunst Wien ein Lehramtsstudium für die Fächer Bildnerische Erziehung, Technisches Werken und Textiles Gestalten, das 2014 mit Diplom abgeschlossen wurde. Von 2014 bis 2023 unterrichtete Ralf Edelmann am Evangelischen Gymnasium und Werkschulheim Wien. Seit 2023 lehrt er an der Pädagogischen Hochschule Wien.
Ralf Edelmann lebt in Wien und der Steiermark.

## Werk
Ralf Edelmann ist in verschiedenen künstlerischen Medien und Techniken tätig. Sein Œuvre umfasst die Zeichnung auf Papier, Malerei, Skulpturen vorwiegend mit der Motorsäge grob aus Holzstämmen gearbeitet, Keramik, sowie installative Arbeiten. Allen Arbeiten Edelmanns gemein ist ein oft hintersinniger Humor, der auf Beobachtungen gesellschaftlicher Phänomene ebenso basiert, wie Wortspielen, Verwechselungen und Zitaten aus der Kunstgeschichte. Seine Arbeiten erzählen Geschichten und führen mediale Erscheinungsformen ad absurdum, was sich nicht selten bereits in den Titeln seiner Werke niederschlägt.

## Ausstellungen
- 2016: Schöner Wohnen, mit Gerhard Gepp, Robert F. Hammerstiel, Ottmar Hörl, Ina Loitzl, Michael Pammesberger u. a., Ausstellungsreihe der NöArt – Niederösterreichische Gesellschaft für Kunst und Kultur, kuratiert von Hartwig Knack[3][4]
- 2015: Danube Dialogues, mit Marikke Heinz-Hoek, Karl-Heinz Ströhle u. a., Int. Festival of Contemporary Art, Novi Sad (SRB)[5][6]
- 2012: Dorotheum Wien, mit Herbert Brandl, Gunter Damisch, Peter Kogler, u. a., Benefizauktion zugunsten des CS Hospiz Rennweg (Kat.)[7]

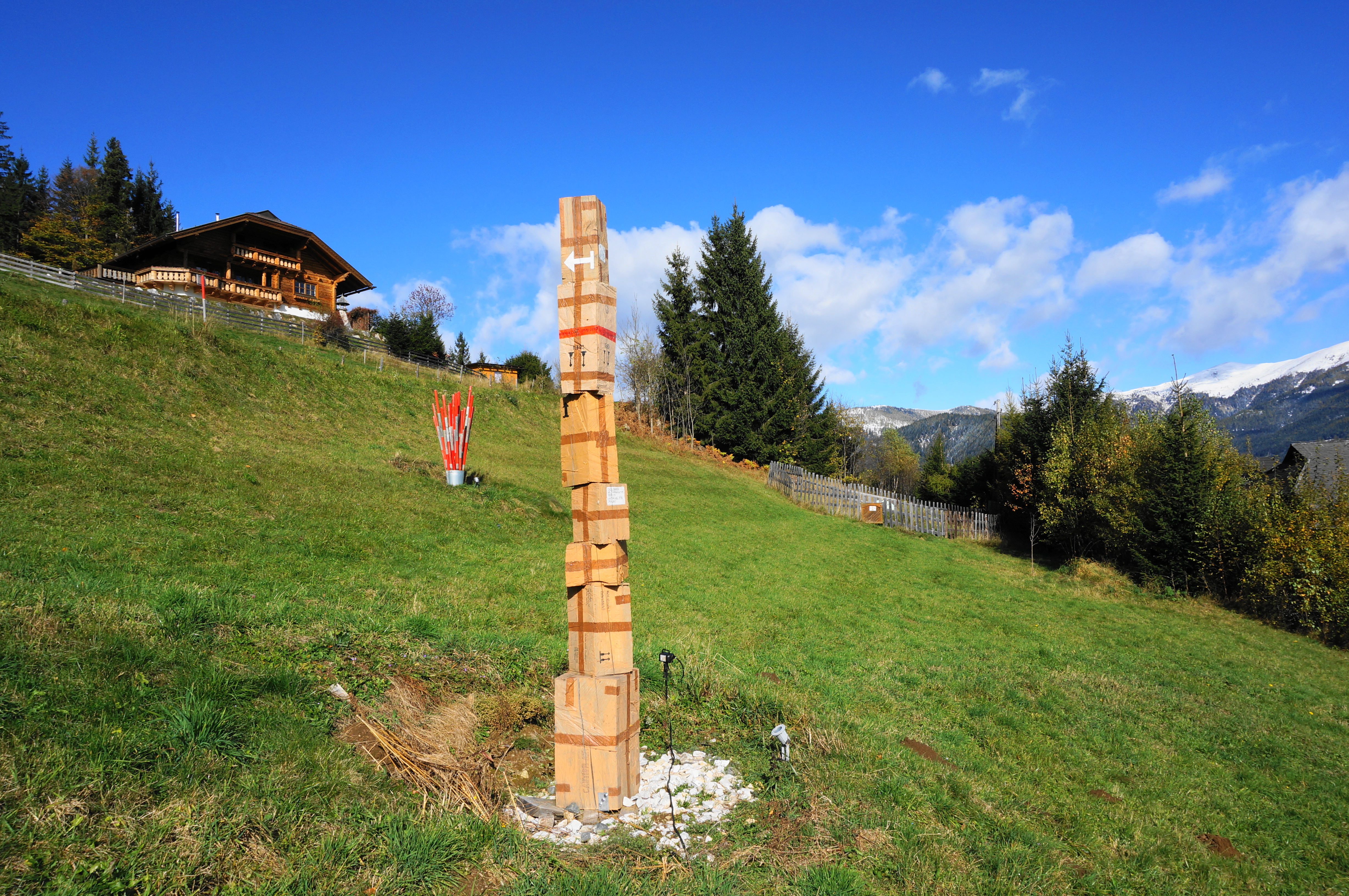
Return to Sender auf der Vedritzalm in Kärnten

- 2011: Return to Sender, Artlodge Projects, Internationaler Skulpturenpark mit Wolfgang Flad, Julya Rabinowich, Christoph Schirmer u. a., Afritz, Kärnten[8][9]
- 2011: Das ist der Humor davon, mit Stephanie Guse, Art P., Kunstverein Perchtoldsdorf[10]
- 2011: Raumtransporter, Kunst im öffentlichen Raum, mit Kurt Fleckenstein, Daniel Milohnic, Winter/Hörbelt, Neuer Kunstverein Aschaffenburg[11]
- 2011: Jagdgebiet, Universität für Angewandte Kunst, Wien[12]
- 2010: Under arms – Unter Waffen, Galerie Michaela Stock, Wien
- 2010: Hartzreise, Galerie Baal, Bielefeld[13][14]
- 2010: Contemporary Istanbul, Türkei
- 2010: Jennyfair, mit Jochen Höller, Michael Marcovici u. a., Galerie die Ausstellungsstrasse, Wien[15]
- 2010: 18/05/10, Neuer Kunstverein Wuppertal[16]
- 2009: Lehmbruck Werkstatt, mit Franz Burkhardt, Luka Fineisen, Jáchym Fleig, Ruth Gilberger, Stephanie Guse, Gereon Krebber, Carl Emanuel Wolff u. a., Wilhelm Lehmbruck Museum, Duisburg (Kat.)
- 2009: BS-Visite 09, mit Astrid Brandt, Stephanie Guse, Hannes Malte Mahler, Michael Nitsche u. a., Rebenpark Braunschweig[17]
- 2008: Staubfänger, Galerie Michaela Stock, Wien (Kat., Einzelausstellung)[18][19]
- 2008: best before …, mit Walter Eul, Stephanie Guse, Hans Kotter, Michael Nitsche, Heike Weber, Stadtgalerie Klagenfurt[20][21]
- 2007: Feierabend, Galerie Michaela Stock, Wien (Kat., Einzelausstellung)[22][23][24]
- 2007: Kein Grund zum Feiern, Artbox, Frankfurt (Einzelausstellung)
- 2007: Cologne Fine Art, Köln
- 2007: Kult um den Ball, Roemer- und Pelizaeusmuseum, Hildesheim (Kat.)[25][26]
- 2005: Zeitschnitt, Vier Skulpturen von vier Künstlern, mit Patricia Aha, Thomas Virnich und Elke Wolf, Uerdingen (Kat.)[27]
- 2005: ART.FAIR, Köln
- 2004: Die Kunst der Ballbehandlung, Adam Opel AG, Rüsselsheim; Art Frankfurt (Kat.)
- 2003: Ins Licht gerückt, Neuer Kunstverein Aschaffenburg (Kat.)
- 2003: Warten auf die Konjunktur, Neuer Kunstverein Aschaffenburg (Kat., Einzelausstellung)[28][29]
- 2002: Der Letzte macht’s Licht aus!, Galerie Fahrradhalle, Offenbach a. Main (Einzelausstellung)[30]
- 2002: Unhaltbar, Kunst und Fußball mit Ralf Edelmann, Yves Eigenrauch, Markus Lüpertz, Tom Tykwer, Stewens Ragone, Thomas Virnich und anderen, Künstlerhäuser Worpswede, Schirmherrschaft und Eröffnungsrede: Bundeskanzler a. D. Gerhard Schröder, Idee: Stewens Ragone (Kat.)[31][32]
- 2002: Galerie NB, Gallery NB – Roskilde Gasværk, Dänemark
- 2000: Kreuze und Humor, Fluxeum Wiesbaden, mit Vollrad Kutscher, Timm Ulrichs, B. Patterson, Klaus Staeck, Daniel Spoerri u. a., (Kat.)[33]
- 1999: Mailand oder Madrid, Hauptsache Italien!, mit Franz Burkhardt, Stephanie Guse, Beate Mohr, Markus Wirthmann u. a., ehemalige Expressguthalle Aschaffenburg
- 1995: Manisch expressiv, mit Ruth Kohler, Franz-Bernd Becker, Michael Denkler-Gietz, Galerie der Stadt Aschaffenburg (Jesuitenkirche)(Kat.)[34]

## Preise/Stipendien/Förderungen
- 2008: Kunstförderpreis des Neuen Kunstvereins Aschaffenburg[35]
- seit 2006 Sponsoring durch Dolmar-Kettensägen und Dyrup Farben
- 2003: Katalogförderung des Bayerischen Kultusministeriums
- 2002–2005: Atelierförderstipendium des Bayerischen Kultusministeriums
- 1997: Kunstförderpreis der Weldebräu, Mannheim
- 1996: Operation Marinemaler, als Künstler bei der Deutschen Marine an Bord der Fregatte Köln
- 1995: ERASMUS-Stipendium, Helsinki, Finnland
- 1992: The Art Institute of San Antonio, Texas

## Symposien
- 2012: 2. Worpsweder Kleinskulpturnale
- 2011: Internationales Bildhauersymposium in Horb am Neckar (Kat.)[36]
- 2011: 1. Worpsweder Kleinskulpturnale
- 2007: Bildhauersymposion Lafnitztal, Steiermark (Kat.)[37]
- 2006: Lainzer Tiergarten, Wien
- 2004: Holz-Art VIII, Kronach (Kat.)[38]
- 2002: Unhaltbar, Worpswede (Kat.)
- 2002: Gallery NB – Roskilde Gasværk, Dänemark
- 2001: Straße der Skulpturen, Plauen (Kat.)[39]
- 2000: HolzArt IV, Kronach

## Publikationen
- Das Warten – eine sozio-kulturelle Untersuchung zum Phänomen des Wartens. AV Akademikerverlag, Saarbrücken, 2015. ISBN 978-3-639-84361-3
- Letter to the Editor: Potentials of the “Thinking Space” Blackboard. Emerging Education Research, Volume 3, February, 2025. ISSN 3023-3313
- In the Rhythm of Time: Aesthetic and Creative Processes in Focus. Journal of Current Science and Research Review, Volume 3, Issue 2, February, 2025. ISSN 2961-0869